# Carlo Stuparich
Carlo Stuparich (Trst, 3. kolovoza 1894. – Monte Cengio, 30. svibnja 1916.) je bio talijanski književnik hrvatskog podrijetla. Otac mu je rodom s Lošinja. Mlađi je brat Gianija Stuparicha. Bio je talijanski iredentist.
Rođen je u Trstu. Studirao u Firenci. Pisao je za La Voce Gisueppea Prezzolinija. U I. svjetskom rat sudjelovao kao dragovoljac. Borio se na Krasu kod Monfalconea i poslije kod Monte Cengia (visoravan Sedam općina), gdje nije htio pasti neprijatelju u ruke u napadu na Forte Corbin, nego je nakon gubitka svih svojih ljudi iz postrojbe, nerazumno si presudio. Bio je u 1. puku Granatiera di Sardegna (1º Reggimento "Granatieri di Sardegna") u XCII bataljunu. 1918. dobio je zlatnu medalju za vojničku hrabrost. 
Napisao je samo jedno djelo: Cose ed Ombre di uno.

## Vanjske poveznice
- Enciklopedija Treccani